# The Man I Love (chanson)
Pour les articles homonymes, voir The Man I Love.
 (août 2012).
The Man I Love est une chanson devenue standard de jazz, la musique est de George Gershwin et les paroles de son frère Ira. Incluse à l'origine dans la partition de la chanson « la fille que j'aime » de la comédie musicale satirique de 1924 Lady, Be Good !, la chanson a été supprimée de la représentation et insérée dans la comédie musicale des Gershwin de 1927, Strike Up the Band (où elle apparaît sous les noms de "The Man I Love" et "The Girl". I Love").

## Versions
- Coleman Hawkins (1943), en quartet 
- Kate Bush sur l'album de Larry Adler The Glory of Gershwin et en 45 tours.
- Rita Coolidge
- Miles Davis and the Modern Jazz Giants
- Vaughn De Leath avec le Paul Whiteman's Concert Orchestra pour le label Columbia[1].
- Judy Garland sur une emission radio de 1944
- Ella Fitzgerald Ella Fitzgerald Sings the George and Ira Gershwin Songbook (1959)
- Valeria Golino interprétée dans le film Hot Shots!
- Billie Holiday
- Diana Ross pour le film Lady Sings the Blues
- Lena Horne
- Etta James
- Stan Kenton - Stan Kenton On AFRS (1944-1945)
- Frances Langford
- Peggy Lee
- Ivri Lider dans la bande son du film The Bubble
- Patti LuPone sur Lady With the Torch
- Liza Minnelli
- Helen Morgan [2]
- Hazel O'Connor
- Anita O'Day - An Evening with Anita O'Day (1956)
- Diane Schuur
- Artie Shaw
- Barbra Streisand
- Donna Summer
- Sophie Tucker 1928
- Sarah Vaughan
- Dinah Washington
- Hindi Zahra
- Don Byas an his orchestra
- Marianne James dans le spectacle L'Ultima Récital
- Duo Doralys